# Adelphicos daryi
Espèce
Statut de conservation UICN

 EN B1ab(iii) : En danger
Adelphicos daryi  est une espèce de serpents de la famille des Dipsadidae.

## Répartition
Cette espèce est endémique du Guatemala.

## Description
L'holotype de Adelphicos daryi, une femelle adulte, mesure 487 mm dont 48 mm pour la queue. Certaines femelles dépassent les 500 mm de longueur totale. Le seul mâle connu au moment de la publication originale mesurait 339 mm. Cette espèce a le dos brun fortement teinté de noir. Les écailles de sa face ventrale sont jaune cerclé de noir ou de brun foncé.

## Étymologie
Cette espèce est nommée en l'honneur de Mario Dary Rivera, biologiste guatémaltèque.

## Publication originale
- Campbell & Ford, 1982 : Phylogenetic relationships of the colubrid snakes of the genus Adelphicos in the highlands of Middle America. Occasional papers of the Museum of Natural History, the University of Kansas, no 100, p. 1-22 (texte intégral).